# II. Roger szicíliai király

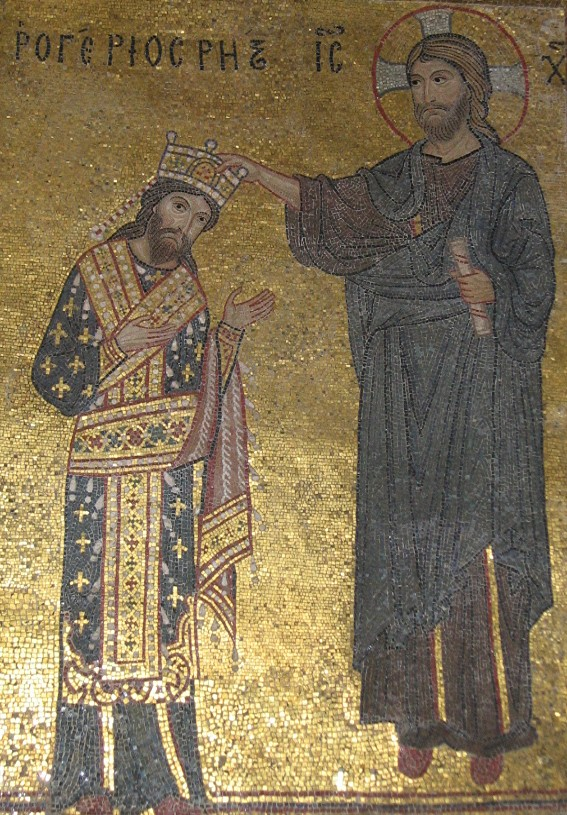
Palermoi mozaik, melyen II. Roger elfogadja a koronát Krisztustól. A mozaikon görög betűkkel a "Rogerius Rex" felirat áll.

Hautville II. Roger (1095. december 22. – 1154. február 26.), Szicília grófja, majd királya, I. Roger fia, Simon fivére és örököse. 1105-ben Szicília grófjaként kezdte uralkodását, később Apulia és Calabria grófja is lett (1127) és Szicília királya (1130). Annak érdekében, hogy egyesítse Itália összes normann uralom alatt lévő területét, erős központi kormányzatot hozott létre. Utószülött lánya volt Hauteville-i Konstancia német-római császárné, II. Frigyes német-római császár anyja.

## Háttér

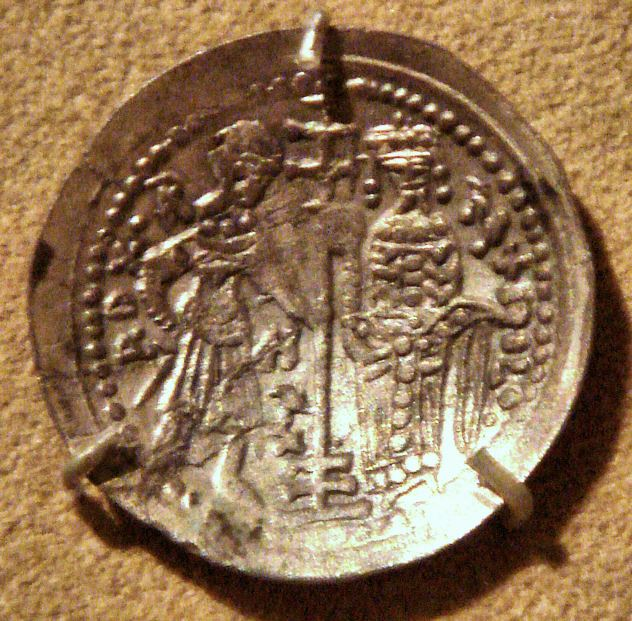
II. Roger ezüst dukátja Brindisiből.

A 11. század első évtizedeiben normann kalandorok érkeztek Dél-Itáliába, hogy a szaracénok és a Bizánci Birodalom ellen harcoljanak. Ám ezek a zsoldosok nem csak az itáliai városállamok ellenségei ellen harcoltak, hanem a következő századokban egész Dél-Itália uraivá léptek elő, egészen Rómáig jutva.
Legkisebb fia születésének idején, 1093-ban, I. Roger uralta a Szicíliai Grófságot, unokaöccse, Roger Borsa volt Apulia és Calabria grófja, rokona, II. Richárd pedig Capua hercege volt.
Emellett a három nagy uralkodó mellett pedig számtalan apró fejedelemség létezett a régióban, akik teljes szuverenitást élveztek saját területükön. Ezek a kis fejedelemségek formálisan hűséget esküdtek a három nagy normann állam valamelyikének, de ez a hűség gyenge lábakon állt és gyakran figyelmen kívül hagyták.
Amikor I. Roger, Szicília grófja, 1101-ben meghalt, trónja kiskorú fiára, Simonra szállt, aki viszont négy éven belül követte apját a sírba 1105-ben.

## Uralma

Dél-Itália 1112-ben, II. Roger nagykorúvá válása idején. Több kisebb városállam, melyek többségében a nagyobbak vazallusai voltak, nincsenek jelölve.
A Szicíliai Királyság határa 1154-ben, Roger halálának idején, fekete vonalként jelenik meg Dél-Itália körül.

### Szicília trónjának megszerzése
Fivére, Simon 1105-ös halálakor, Roger örökölte meg a grófságot anyja, Adelaide del Vasto, régenssége alatt. Ez idő tájt az anyját olyan jelentős személyiségek támogatták, mint Christodulus, Palermo emírje.
1110 nyarán meglátogatta őt a norvég király, Jeruzsálemjáró Sigurd, is, Jeruzsálembe vezető útja során.
1112-ben Roger nagykorú lett és megkezdte önálló uralkodását.
1117-ben anyja, aki férjhez ment I. Balduin jeruzsálemi királyhoz, visszatért Szicíliába és Roger elvette első feleségét, Kasztíliai Elvirát, VI. Alfonz kasztíliai király és negyedik felesége, Izabella (aki talán azonos Alfonz korábbi ágyasával, a megkeresztelt mór, Zaidával), lányát.
1122-ben II. Vilmos apuliai grófja, Roger unokatestvére, Szicília urára hagyta birtokait, Calabriával együtt. Roger azonnal átszelte a Messinai-szorost, hogy uralma alá hajtsa a gróf vazallusát, Jordán, arianoi herceget. Útközben ellátogatott Monte Cassinóba is.

### Uralmának kiterjesztése Dél-Itáliában
Amikor II. Vilmos, Apulia grófja, gyermektelenül halt meg 1127 júliusában, Roger jogot formált a Hauteville-dinasztia összes birtokára a félszigeten és magának követelte a Capuai Hercegség feletti befolyást is, ami immár harminc éve Apulia kezében volt. A területek Szicíliával történő unióját azonban II. Honorius pápa és az érintett területek is elutasították.

### Királyi beiktatás

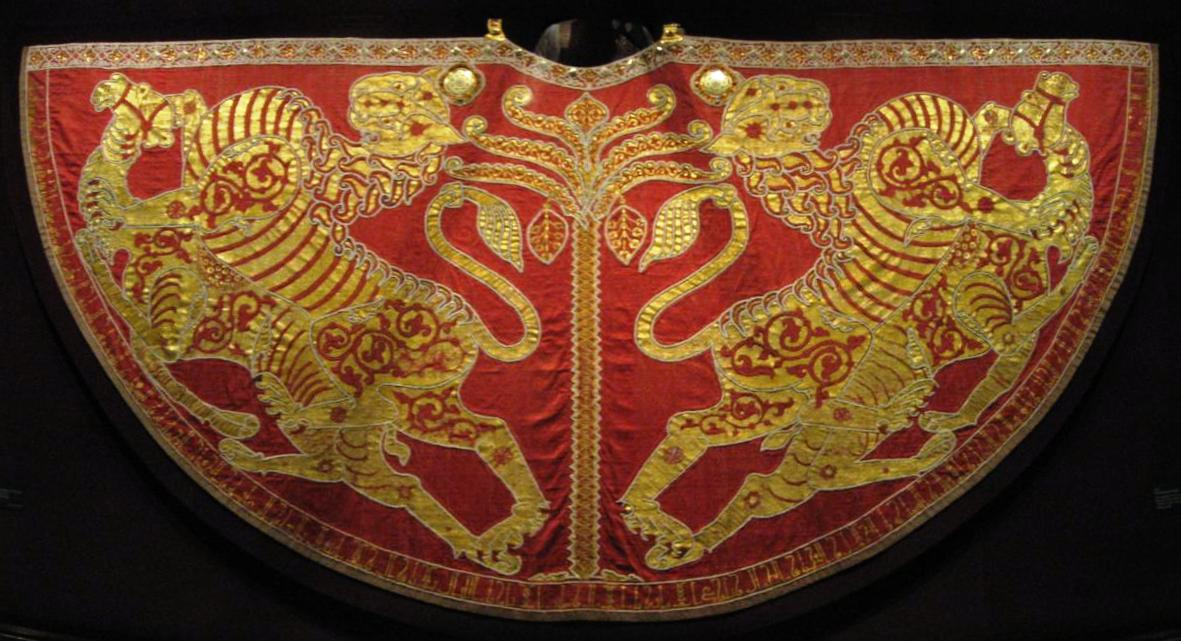
II. Roger koronázási palástja. Arab nyelvű feliratában szerepel a hidzsrától számított dátum, 528 (1133-34) is.

A pápák már jó ideje gyanakodva figyelték a normannok előretörését Dél-Itáliában és Capuában, aminek az lett az eredménye, hogy decemberben a pápa keresztes hadjáratot hirdetett Roger ellen, aminek vezetésével II. Róbert, capuai herceget és II. Ranulf, alife-i grófot bízta meg, aki történetesen Roger sógora volt.
A koalíció bukása után, a pápa 1128 augusztusában, Beneventóban Apulia grófjának ismerte el Roger-t. Nápoly, Bari és Salerno központtal nemesi felkelések törtek ki, akik városaik szabadságát követelték. 1129 szeptemberében végül VII. Sergius, nápolyi herceg, Róbert, capuai herceg és a többiek is elismerték Roger fennhatóságát Apuliában. Ezzel Roger kierőszakolta pozícióját a hercegségben, amivel egy jó időre háttérbe szorította a nemesi erőket.
Honorius pápa 1130 februárjában bekövetkezett halála után ketten akarták megszerezni a pápai trónt. Roger II. Anacletus ellenpápát támogatta II. Ince ellenében. A jutalma egy korona volt, amivel együtt Anacletus 1130. szeptember 27-én, pápai bullával, Szicília királyává nyilvánította Roger-t. Palermóban koronázták meg 1130 karácsonyán.

## Lásd még
- Málta történelme